# Gunsmith Cats
Gunsmith Cats é um anime produzido por Takeshi Mori, com animação dos estúdios Kodansha, VAP e TBS, lançado entre 1995 e 1996. Foi baseado no mangá de mesmo nome.

## Enredo
Na cidade de Chicago, duas garotas possuem uma loja de armas Gunsmith Cats, que serve também como fachada para sua outra profissão: Caçadores de Recompensas.
Essas garotas são Rally Vincent (especialista em armas de fogo) e May Hopkins (especialista em explosivos).
Um dia um agente da ATF (Bureau of Alcohol, Tobacco e Firearms), William Collins, lhes obriga a fazer uma caçada, senão ele fecharia a loja por não estar registrada. Sem escolha, a dupla vai a caçada. O alvo: Jonathan Washington, perigoso comerciante de armas pesadas.

## No Brasil
O mangá Gunsmith Cats Burst é publicado no Brasil pela Editora JBC, a versão digital segue o formato original com coleção completa em 5 volumes, já a versão impressa é publicada em formato BIG, onde a história é reagrupada em 2 volumes.
.